# كاونتر سترايك: كونديشن زيرو
كاونتر سترايك : حالة الصفر هي لعبة متعددة الاعبيين صدرت اللعبة في عام 2004 واشتهرت اللعبة بكونها تستطيع العب به اون لاين وتلعبه به في الشبكة المنزلية أو لوحدك بمنافسة الكمبيوتر (بوت) وهي تعمل فقط على أجهزة الكمبيوتر ويندوز اكس بي ونسخ الويندوز الأخرى يوجد بالنسخة الاصلية الأسلحة الرشاشة وقنابل ويمكنك تعديل وإضافة خرائط أخرى

## روابط خارجية
- كاونتر سترايك: كونديشن زيرو على موقع IMDb (الإنجليزية)